# 64 Eridani
Ne doit pas être confondu avec s Eridani (HD 16754).
Désignations
64 Eridani (en abrégé 64 Eri) est une étoile jaune-blanc solitaire de la constellation de l'Éridan portant la désignation d'étoile variable S Eridani. C'est une étoile faible mais néanmoins visible à l’œil nu avec une magnitude apparente de 4,77. Sa parallaxe annuelle est de 12,01 mas, ce qui correspond à une distance d'environ ∼ 272 a.l. (∼ 83,4 pc). Elle se rapproche du Soleil avec une vitesse radiale d'environ −9 km/s.
64 Eridani est une étoile jaune-blanc de la séquence principale de type spectral F0 V. Elle est cataloguée comme variable de type Delta Scuti de faible amplitude avec une période primaire de 0,273 jour. Elle était auparavant classifiée, mais de manière incertaine, comme étant une variable de type RR Lyrae de type 'c'.
64 Eridani tourne rapidement sur elle-même avec une vitesse de rotation projetée de 212 km/s. Cela donne à l'étoile une forme aplatie avec un bourrelet équatorial qui est 8 % plus grand que le rayon polaire. Elle est âgée d'environ 644 millions d'années et sa masse fait 1,5 fois celle du Soleil. Elle émet 80 fois la luminosité du Soleil depuis sa photosphère avec une température effective de 7 346 K.